# Test Drive Unlimited Solar Crown
Test Drive Unlimited Solar Crown — це перегонова відеогра, розроблена KT Racing та видана Nacon 12 вересня 2024 року. Це двадцять перша гра в серії Test Drive, перша гра в серії з 2012 року Test Drive: Ferrari Racing Legends і третя гра у відкритому світі, перезавантаження Unlimited, після Test Drive Unlimited 2 2011 року.
Гра була оприлюднена 3 липня 2020 року в Twitter і була офіційно представлена під час події Nacon Connect 7 липня. Test Drive Unlimited Solar Crown випустили для Microsoft Windows, Nintendo Switch, PlayStation 5 і Xbox Series X/S.

## Розробка та маркетинг
У грудні 2016 року повідомлялося, що французький видавець Bigben Interactive (тепер називається Nacon) придбав у Atari інтелектуальну власність Test Drive з планами перезавантажити франшизу. У 2018 році Bigben оголосив про придбання французького розробника ігор Kylotonn, а Роман Вінсент, президент Kylotonn, припустив, що вони працюють над наступною інсталяцією Test Drive.
У квітні 2020 року Nacon подала заявку на торгову марку до Intellectual Property Office для Test Drive Solar Crown, де останні два слова стосуються серії змагань у всесвіті Solar Crown, представлених у Test Drive Unlimited 2 2011 року.
3 липня 2020 року офіційний обліковий запис Test Drive опублікував у Twitter дванадцятисекундний відеоролик із логотипом у формі корони з буквами «SC» у ньому, оголосивши про повне розкриття деталей під час відеозаходу Nacon Connect 7 липня. Гра була офіційно анонсована у той же день, під час заходу розробника Kylotonn (під брендом KT Racing), де був показаний 25-секундним тизер. На основі тексту про авторські права в кінці відео, сталло відомо, що у грі будуть представлені автомобілі Bugatti, Dodge, Ferrari, Koenigsegg, Lamborghini, й Porsche.
У грі відтворений острів Гонконг 1:1, як показано в трейлері, опублікованому 6 липня 2021 року під час Nacon Connect 2021. Також мало би бути реалізовано «реалістичний досвід водіння», що вказувало на те, що гра мала би реалістичну модель керування та була більше на стороні симуляції, на відміну від свого попередника Test Drive Unlimited 2.
На відміну від двох своїх попередників, як Оаху, так і Ібіса, дорога за лівостороннім рухом, вперше в серії після Токіо та Лондона The Brotherhood of Speed. Як зазначено в центрі новин Steam для гри, буде 550 кілометрів (340 миль) доступних доріг. Креативний директор Ален Жарніу, який працював над першими двома іграми Test Drive Unlimited, заявив у демонстрації Nacon Connect 2020, що Test Drive Unlimited Solar Crown до того часу розроблявся лише «кілька місяців». У квітні 2021 року Nacon опублікував другий тизер-трейлер, який підтвердив, що гра буде випущена для Microsoft Windows (через Steam і Epic Games Store), Nintendo Switch, PlayStation 4, PlayStation 5, Xbox One і Xbox Series X/S, а новий трейлер, мав вийти в липні 2021 року. У трейлері зображено Aston Martin DB11 і кастомізований Land Rover Range Rover SVR, а також руки водія-чоловіка та жінки-водія, які керують цими транспортними засобами та грають азартні ігри в казино, що вказує на те, що функція казино, яка була в попередніх іграх Test Drive Unlimited повернеться. Також показані дармовиси кількох транспортних засобів, у тому числі від Audi, Bentley, та Mercedes-Benz, поміщені в комірки, що означало, що гравці можуть грати в азартні ігри за транспортні засоби в грі. Сторінка гри в Steam також була оновлена, щоб підтвердити, що Apollo буде серед автомобілів, представлених у грі.
18 травня 2022 року Nacon і Kylotonn оголосили в ігровому центрі новин Steam, що гра буде відкладена на 2023 рік і що версії для PlayStation 4 і Xbox One були скасовані, щоб зосередитися на перевагах більш потужного обладнання, наданого їхніми наступниками дев'ятого покоління — PlayStation 5 і Xbox Series X/S — і покращення якості гри.
30 травня 2024 року офіційний YouTube-акаунт Nacon повідомив про дату виходу гри - 12 вересня 2024 року. 29 серпня 2024 року Nacon і KT Racing оголосили, що другий сезон гри, в якому буде іспанське містечко Ібіса, яке раніше з'явилося разом з рештою острова Ібіса в Test Drive Unlimited 2, стане доступним 24 грудня 2024 року.

## Сприйняття
| Агрегатор  | Оцінка                                 |
| ---------- | -------------------------------------- |
| Metacritic | (PC) 52/100 (PS5) 55/100 (XSXS) 55/100 |
| OpenCritic | 7%                                     |

| Видання               | Оцінка                  |
| --------------------- | ----------------------- |
| Eurogamer             | DE: 3/5 GB: 2/5 PT: 3/5 |
| Hardcore Gamer        | 3/5                     |
| HobbyConsolas         | 60/100                  |
| IGN                   | Adria: 3/10 US: 5/10    |
| PCGamesN              | 4/10                    |
| Push Square           | 6/10                    |
| Video Games Chronicle | 3/5                     |

Test Drive Unlimited Solar Crown отримала «змішані або середні» відгуки від критиків, згідно з агрегатором рецензій Metacritic, і лише 5% оглядачів рекомендували гру за версією OpenCritic .